# Sir Lord Baltimore (álbum)
Sir Lord Baltimore es el segundo álbum del grupo de rock estadounidense Sir Lord Baltimore, lanzado por Mercury Records en 1971.
La formación mantuvo a su conjunto original, o sea John Garner en la batería y el canto, Louis Dambra en la guitarra y Gary Justin en el bajo, con la adición de Joey Dambra, hermano de Louis, como su cuarto miembro y desempeñándose como teclista y segundo guitarrista. Este álbum es menos frenético que su predecesor pero a la vez adquirió un estilo más pesado, convirtiéndose en una posterior influencia para el desarrollo de otros géneros como el stoner rock y el doom metal.
Debido a que no logró conseguir el mismo éxito que Kingdom Come y fue un fracaso en ventas, Mercury Records dio por terminado el contrato con la banda, lo cual produjo su disolución.

## Listado de canciones

### Lado A
| N.º   | Título               | Escritor(es)             | Duración |  |
| 1.    | «Man from Manhattan» | John Linde, SL Baltimore | 10:34    |  |
| 2.    | «Where Are We Going» | John Linde, SL Baltimore | 3:19     |  |
| 13:53 |                      |                          |          |  |

### Lado B
| N.º   | Título           | Escritor(es)             | Duración |  |
| 3.    | «Chicago Lives»  | John Linde, SL Baltimore | 3:49     |  |
| 4.    | «Loe and Behold» | John Linde, SL Baltimore | 3:46     |  |
| 5.    | «Woman Tamer»    | John Linde, SL Baltimore | 5:12     |  |
| 6.    | «Caesar LXXI»    | John Linde, SL Baltimore | 5:22     |  |
| 18:09 |                  |                          |          |  |

## Personal
- John Garner – Batería, voz, timpani, congas
- Louis Dambra – Guitarra eléctrica, guitarra acústica, coro
- Joey Dambra – Guitarra eléctrica, guitarra acústica, órgano, coro
- Gary Justin – Bajo eléctrico, coro

## Otros créditos
Arte y diseño
- Des Strobel - Director de arte
- John Craig - Diseño de portada
- Mark Rollins - Fotografía[1]